# Buffières
Buffières – miejscowość i gmina we Francji, w regionie Burgundia-Franche-Comté, w departamencie Saona i Loara.
Według danych na rok 1990 gminę zamieszkiwały 263 osoby, a gęstość zaludnienia wynosiła 22 osoby/km² (wśród 2044 gmin Burgundii Buffières plasuje się na 650. miejscu pod względem liczby ludności, natomiast pod względem powierzchni na miejscu 802.).